# Кленівка (Березинський район)
Кленівка (біл. вёска Клёнаўка) — село в складі Березинського району Мінської області, Білорусь. Село підпорядковане Ушанській сільській раді, розташоване в східній частині області.